# 張天德 (足球員)
張天德（Cheung Tin Tak，1980年3月11日—），是香港足球員，司職中場，曾為教師，於中華聖潔會靈風中學任教。他是一名基督教教徒。

## 球員生涯
張天德曾入選香港五人足球代表隊。
2008至09年度球季，張天德獲香港甲組足球聯賽新球隊屯門普高總監任煒雄賞識，加盟該球隊。他在甲組聯賽為球隊射入了3球，分別在屯門普高的第一場甲組勝仗，以4－2勝香雪上清飲比賽中射入兩球，以及以2－7大敗於愉園比賽中射入一球，為隊中的首席華人射手。
2009年2月28日，張天德在一篇專訪中提到，他會在完成該季賽事後專心於教職。
2009年3月31日，張天德在其個人網誌發表聲明，指已經忍夠，更怒斥是「＄作怪」，表示不會再留效屯門普高及加盟任何香港球隊。事件引起香港的網上論壇，以及傳媒關注。
2009年4月1日，張天德在接受有線新聞及now新聞台訪問時卻改口，強調網誌內容僅屬個人意見，並表示不會作任何評論，並於當天其後關閉個人網誌。
2009年4月9日，在屯門普高向香港足球總會提交關於涉嫌打假波初部調查報告中，表示於3月31日對愉園的賽事中，放軟手腳的球員正是張天德；但是被眾多網民質疑，以及張天德否認。
2009年年夏天，應香港丙組（地區）聯賽球隊元朗邀請加盟，協助該隊爭取升班，並且在香港丙組（地區）聯賽揭幕戰射入1球，協助球隊1－0擊敗香港學界，宣告旗開得勝。
2010至11年度球季，張天德轉投由甲組降回香港乙組足球聯賽的另一支地區球隊沙田。
2012至13年度球季，張天德轉投香港丁組足球聯賽基督教球隊，西貢朋友。
2013年8月離開方潤華中學。
2014年8月創立 Jsoccer (www.jsoccer.com.hk)。

## 教練工作
張天德是元朗區隊的教練，同時亦是中華基督教會方潤華中學的教師和足球隊教練。
2008年至2009年的學年，他帶領方潤華中學參加全港學界精英賽，於十六強時對手為英華書院，全場賽和1：1，互射十二碼階段時落敗出局。他認為該場比賽球証的執法不公。

## 參看
- 屯門普高足球會